# Anusatresie
Anusatresie of congenitale anorectale malformatie (CARM) is een congenitale aandoening waarbij de anus ontbreekt of sterk afwijkend gevormd is.
In Nederland worden jaarlijks ongeveer veertig baby's geboren met de afwijking anusatresie.
Soms is er wel iets van een uitgang te zien maar op een afwijkende plaats en/of zeer nauw. Het kan in elk geval niet normaal functioneren.
Vaak heeft een kind met anusatresie meer afwijkingen zoals aan de nieren, de urinewegen, de geslachtsorganen en het spijsverteringskanaal.
Omdat niemand zonder anus kan leven zal er altijd chirurgisch moeten worden ingegrepen om te trachten een min of meer normale anale uitgang te maken. Of zindelijkheid daarna dan nog  mogelijk is hangt vooral af van de aan- of afwezigheid van een kringspier. Indien deze niet aanwezig is zal er meestal voor een stoma worden gekozen.